# Соколівка (Первомайський район)
Соколі́вка — село в Україні, у Мигіївській сільській громаді Первомайського району Миколаївської області. Населення становить 219 осіб. У селі бере початок річка Балка Романова.

## Населення

### Мова
Розподіл населення за рідною мовою за даними перепису 2001 року:
| Мова       | Кількість | Відсоток |
| ---------- | --------- | -------- |
| українська | 194       | 88.59%   |
| російська  | 14        | 6.39%    |
| румунська  | 10        | 4.57%    |
| вірменська | 1         | 0.45%    |
| Усього     | 219       | 100%     |

## Уродженці
В селі народилась Герой Соціалістичної Праці Кулик Н. М..